# Giovanni Giacomo Grimaldi
Giovanni Giacomo Grimaldi, né en 1705 à Gênes et mort en 1777 à Padoue, est un homme politique italien, 164e doge de Gênes du 22 juin 1756 au 22 juin 1758.